# Медведева, Ирина Алексеевна
Ирина Алексеевна Медведева (род. 19 марта 1951, Москва) — российская скрипачка, лауреат международных конкурсов, профессор Консерватории и Высшей школы Искусств в Тулузе, Франция.

## Биография
Родители: Медведев Алексей Максимович — юрист, Медведева Людмила Петровна — преподаватель французского языка.
Дед по отцовской линии — инженер-авиатор и музыкант-любитель, сам мастерил народные инструменты.
Единственным музыкантом-профессионалом в семье был прадед по материнской линии — пианист Сметанников Михаил Петрович, концертмейстер Мариинского театра и ассистент Александра Глазунова.
От него Ирина унаследовала нотную фортепьянную библиотеку, знакомство с которой позволило ей с лёгкостью овладеть этим инструментом. Артистические способности Ирины проявились с раннего детства, она с удовольствием пела, танцевала, устраивала импровизированные театральные представления.
В 1958 Ирина поступила в среднюю специальную музыкальную школу имени Гнесиных по классу скрипки, её наставником была замечательный педагог Зинаида Григорьевна Гилельс.
В 1969 году стала студенткой Московской Государственной Консерватории имени Чайковского где её профессором был выдающийся педагог Юрий Исаевич Янкелевич, ассистент, известная скрипачка — Ирина Васильевна Бочкова.
После кончины Ю. И. Янкелевича Ирина продолжила занятия в классе легендарного скрипача современности Леонида Борисовича Когана, у которого она закончила консерваторию (1975) и ассистентуру стажировку (1977).

## Конкурсы
- 1972 год — Всесоюзный конкурс скрипачей — 2-я премия
- 1975 год — конкурс имени Лонг и Тибо в Париже, 2-я премия и

премия за лучшее исполнение «Цыганки» Мориса Равеля.
- 1976 год — конкурс имени королевы Елизаветы в Брюсселе, 2-я премия.

Обязательное произведение на конкурсе — Концертная фантазия Жаклин Фонтейн 
- 1978 год — международный конкурс имени Чайковского в Москве, 3-я премия.[3]

## Концертная деятельность
С 1972 года выступает с сольными и симфоническими концертами в СССР и за рубежом — Болгария. Германия, Польша, Чехословакия, Корея, Бельгия, Франция, Испания, Швейцария.

## Диски
- Александр Глазунов — Концерт для скрипки с оркестром ля минор, дирижёр Жорж Октор,[4]
- Антон Аренский — Концерт для скрипки с оркестром ля минор, дирижёр Владимир Кожухарь,[5]
- Генрик Венявский — Концерт для скрипки с оркестром № 2 ре минор — дирижёр Валерий Гергиев.[6]
- Георгий Дмитриев — «Николо», для скрипки и фортепиано *[7]
- Юрий Левитин — 24 прелюдии для скрипки соло.
- Сергей Прокофьев — 5 мелодий для скрипки с фортепиано,[8]
- Сергей Прокофьев — Сонаты № 1[9] и № 2[10], для скрипки и фортепиано, записанные с пианистом и композитором Борисом Петровым. Этот диск удостоен высшей номинации европейского журнала «Диапазон»[11]

## Педагогическая деятельность
С 1977 по 1982 преподаватель класса скрипки в ЦМШ
С 1982 по 1990 преподаватель класса скрипки в МГК им Чайковского
С 1991 по 2007 профессор консерватории Бургуэн-Жальё во Франции
С 2007 профессор консерватории и Высшей школы Искусств в Тулузе
Советник по подготовке к дипломным экзаменам преподавателей скрипки.
Член жюри конкурсов, профессор на мастер-классах.
Ученики Ирины Медведевой работают в России, Украине, Австрии, Бельгии, Франции, Швейцарии, Германии, США.